# Albocàsser
Albocàsser település Spanyolországban, Castellón tartományban. Albocàsser Ares del Maestrat, Catí, Les Coves de Vinromà, Culla, La Serra d'en Galceran, Tírig, Sarratella és Vilar de Canes községekkel határos. Lakosainak száma 1338 fő (2024).

## Népesség
A település népessége az elmúlt években az alábbi módon változott:
| Lakosok száma | 1348 | 1385 | 1377 | 1447 | 1443 | 1351 | 1303 | 1241 | 1253 | 1338 |
|               | 2001 | 2004 | 2006 | 2009 | 2011 | 2014 | 2016 | 2019 | 2021 | 2024 |